# L'Idée de Françoise

L'Idée de Françoise est un film français réalisé par Robert Saidreau et sorti en 1923.

## Synopsis
M. et Mme Noblet, sans cesse au bord de la faillite, ont deux filles, la rieuse Lili et la prévoyante Françoise. Lili aime un jeune avocat, Napoléon Couture. Mais, pour sauver ses parents de la catastrophe, elle épouse un riche quadragénaire. Françoise décide de se substituer à sa sœur pour le mariage mais tombe amoureuse d'un ingénieur.

## Fiche technique
- Réalisation : Robert Saidreau
- Scénario : Robert Saidreau  d'après une pièce de Paul Gavault
- Production : Films Saidreau
- Photographie : Amédée Morrin
- Genre : comédie
- Durée : 1600 mètres[1]
- Date de sortie : 9 janvier 1923

## Distribution
- Gina Palerme : Françoise Duvernet - la fille prévoyante
- Pierre Etchepare : Gérard Fauville - un jeune ingénieur
- André Dubosc : Monsieur Duvernet - le père
- Dolly Davis : Lili Duvernet - la fille rieuse
- Suzanne Bianchetti : Extra au casino
- Thérèse Cernay : Madame Duvernet - la mère
- Denise Legeay : Extra au casino